# 塔姆沃思 (新罕布什爾州)
塔姆沃思（英語：Tamworth）是一個位於美國新罕布什爾州卡羅爾縣的鎮。

## 人口
根據2020年美國人口普查的數據，塔姆沃思的面積為157.10平方千米，當中陸地面積為154.20平方千米，而水域面積為2.80平方千米。當地共有人口2812人，而人口密度為每平方千米18人。